# Luciano Vicentín
Luciano Rubén Vicentín (Paraná, 4 aprile 2000) è un pallavolista argentino, schiacciatore dei Tokyo Great Bears.

## Carriera

### Club
La carriera di Luciano Vicentín inizia nell'Argentinos Juniors di Paraná, club nel quale pratica anche il calcio; successivamente milita brevemente nell'Estudiantes, altro club cittadino, dal quale approda al Paracao, con il quale disputa la Liga A2. Nella stagione 2018-19 debutta nella Liga Argentina de Voleibol, indossando la casacca del River Plate, al quale si lega per un biennio. 
Nel campionato 2020-21 approda in Europa, grazie all'ingaggio del Bielsko-Bialskie, impegnato nella seconda divisione polacca, mentre nel campionato seguente passa al Friedrichshafen, con il quale è di scena per il seguente biennio nella 1. Bundesliga, conquistando una Coppa di Germania. Nella stagione 2023-24 milita in Efeler Ligi con lo Ziraat Bankası, aggiudicandosi la Supercoppa turca, mentre nella stagione seguente fa ritorno in Polonia, questa volta per giocare in Polska Liga Siatkówki con lo Jastrzębski Węgiel, con cui vince la coppa nazionale.
Nella stagione 2025-26 approda nella SV.League giapponese, indossando la casacca dei Tokyo Great Bears.

### Nazionale
Fa parte della nazionale argentina under 19 impegnata al campionato mondiale 2017, mentre con l'nazionale argentina under 21 si aggiudica l'argento al campionato sudamericano 2018 ed è di scena al campionato mondiale 2019.
Debutta in nazionale maggiore nel 2018, in occasione dei XI Giochi sudamericani, dove conquista la medaglia d'oro. In seguito si aggiudica l'argento al campionato sudamericano 2019 e l'oro nell'edizione 2023, in cui viene anche eletto MVP del torneo.

## Palmarès

### Club
- Coppa di Germania: 1

2021-22
- Coppa di Polonia: 1

2024-25
- Supercoppa turca: 1

2023

### Nazionale (competizioni minori)
- Giochi sudamericani 2018

### Premi individuali
- 2023 - Campionato sudamericano: MVP